# Althaea bertramii
Althaea bertramii är en malvaväxtart som beskrevs av George Edward Post och Beauv.. Althaea bertramii ingår i släktet läkemalvor, och familjen malvaväxter. Inga underarter finns listade i Catalogue of Life.